# Миннесота (фильм)
«Миннесота» — российский фильм 2009 года, драма. Фильм поставлен режиссёром Андреем Прошкиным по сценарию Александра Миндадзе.

## Сюжет
Братья Будники, главные звезды заштатной хоккейной команды «Дизель», убедительно выигрывают у «Химика». Старший брат Михаил слегка безумен, гоняет на красной японской машине, у которой сломаны тормоза, и разрывается между женой и очень похожей на неё любовницей. Младший Игорь (старший брат зовёт его детским прозвищем «Чепчик»), робеет перед фанатками и женщинами вообще. Приезжий вербовщик Гатаулин соблазняет иллюзорным энхаэловским контрактом младшего, который отказывается ехать без старшего.

## В ролях
- Сергей Горобченко — Михаил Будник
- Антон Пампушный  — Игорь Будник
- Алексей Шевченков — отец братьев Будник
- Лидия Матасова — мама братьев Будник
- Анна Уколова — Светлана, любовница Михаила
- Татьяна Копылова — Люся, жена Михаила
- Виталий Хаев — Гатаулин, вербовщик хоккеистов
- Андрей Гуркин — ОМОНовец, одноклассник братьев Будник
- Наталья Терешкова — фанатка
- Андрей Бельмач — спортивный агент
- Эдуард Иванов — Палыч

## Съёмочная группа
- Режиссёр-постановщик — Андрей Прошкин
- Автор сценария — Александр Миндадзе
- Оператор-постановщик — Юрий Райский
- Художник-постановщик — Юрий Карасик
- Композитор — Марк Эрман
- Генеральный продюсер — Рубен Дишдишян
- Продюсеры — Арам Мовсесян, Сергей Даниелян

## Создание
Первоначально сценарий фильма назывался «Отрыв». Потом автор сценария Александр Миндадзе начал снимать в качестве режиссёра по другому сценарию свою картину, которой дал это название. Фильм Прошкина стал называться «Миннесота». Вначале это просто название штата, затем — нечто несбыточное, но невероятно желанное. Режиссёр старался сохранить экспрессивный стиль Миндадзе, его странный, ритмизированный, инверсионный диалог. Этим определился стиль фильма — и ритм, и некая взвинченность, и даже способ существования актёров. Режиссёр говорит об «отрыве» как о состоянии души: «Сегодня говорят: „Я ушёл в отрыв“. Но есть ещё и разрыв: рвутся связи между людьми, рвется цепь поколений, культуры, рвётся ощущение себя в мире. В этом тоже есть метафора. Для наших героев открыли форточку — и в неё подул ураган. Они так хотят, чтобы всё получилось, так хотят совершить этот рывок, что вся их жизнь происходит на повышенном градусе. Мы с Миндадзе много говорили о „подиуме“, о приподнятости над обычной жизнью. Поэтому актёры наши существуют в некоем искусственном ритме, который одним не нравится — они называют картину истеричной, а другие, напротив, видят в этом смысл». На роль старшего брата режиссёр пригласил Сергея Горобченко, по темпераменту схожего со своим героем. Роль младшего брата досталась молодому актёру Антону Пампушному, на тот момент сыгравшему одну роль в кино. Хоккейному мастерству актёров учил Эдуард Иванов — хоккейный защитник, олимпийский чемпион.
Съёмки проходили в Ярославле, Рыбинске и Костроме.

## Призы и награды
- 2009 — Фестиваль кино и театра «Амурская осень» в Благовещенске[3][2]
  - Гран-при им. В. Приемыхова
  - Приз за лучший сценарий — Александр Миндадзе
  - Приз за лучшую мужскую роль — Сергей Горобченко
- 2009 — Фестиваль российских фильмов «Спутник над Польшей» в Варшаве, участие в программе «Новое кино» — Андрей Прошкин